# Gavrinis
Gavrinis is een klein eiland in de Golf van Morbihan in Bretagne, Frankrijk. Op het eiland ligt een grafmonument uit de nieuwe steentijd dat opmerkelijk is om het aantal met decoraties bewerkte stenen. Administratief valt het eiland onder de gemeenschap Larmor-Baden.

## Naam
De naam Gavrinis is volgens een populaire uitleg afgeleid van de Bretonse woorden gavr (geit) en enez (eiland), wat de betekenis "geiteneiland" geeft. Dit is mogelijk een onjuiste afleiding. In documenten daterend uit 1184 en 1202 werd het eiland respectievelijk Guirv Enes en Guerg Enes genoemd. Het Oud-Bretonse woord Guerg heeft geen verband met gavr, maar met parallelle woorden als het Welshe gwery, of het Oud-Ierse ferg, wat "woede" betekent.

## Ligging
Gavrinis is een onbewoond rotseiland bestaande uit graniet, met een omvang van 750 x 400 meter. Het eiland is per boot bereikbaar vanuit het dorp Larmor-Baden, dat nabij de doorgang van de Golf van Morbihan naar de Atlantische Oceaan ligt. In de tijd dat het grafmonument werd aangelegd was de zeespiegel, na de laatste ijstijd, nog altijd ongeveer zes meter lager dan in de 21e eeuw. Daarom waren Gavrinis en het nabijgelegen eiland Er Lannic, waar zich steencirkels bevinden, in die tijd met het vasteland verbonden.

Gavrinis
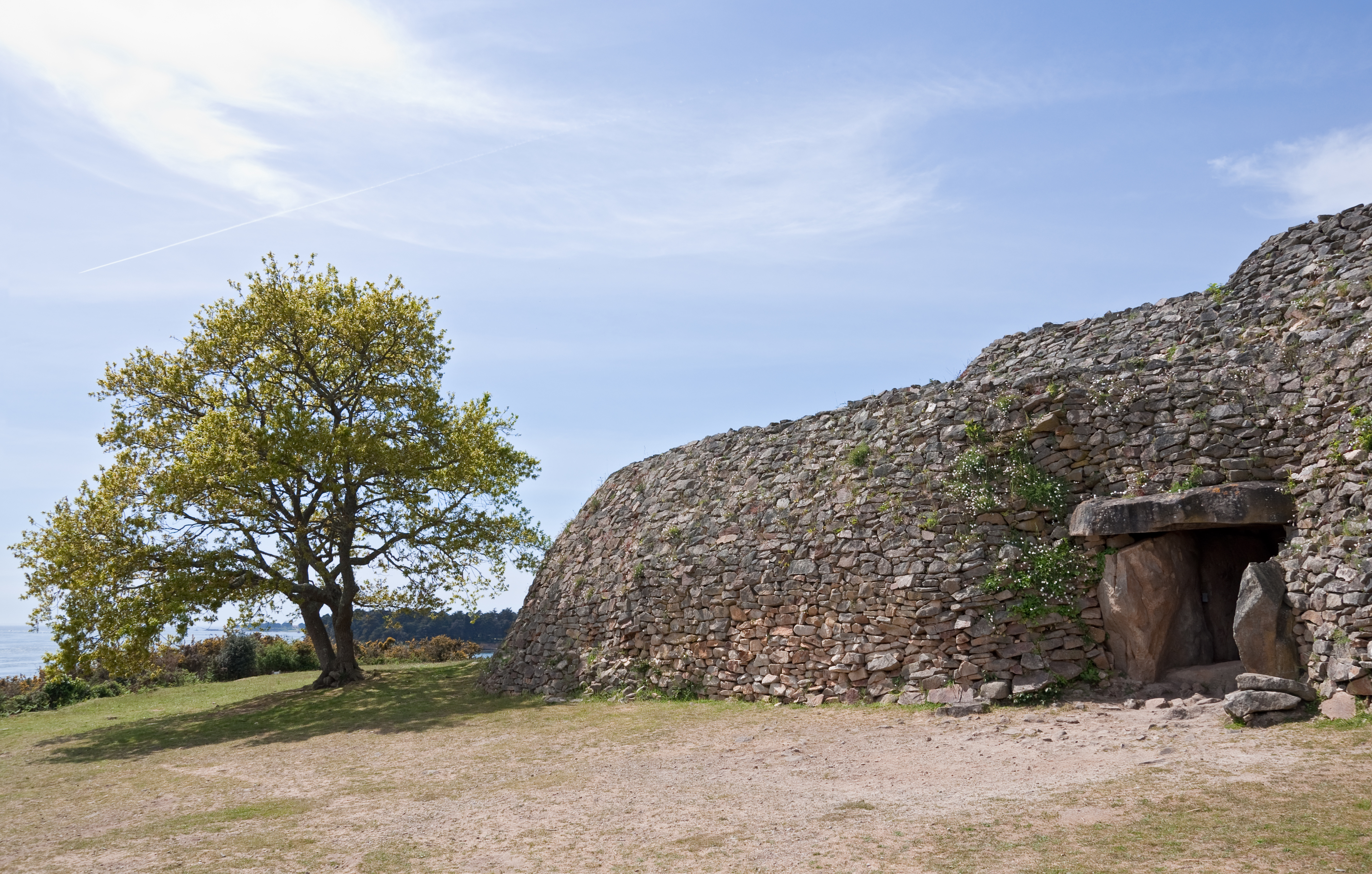
Voorzijde van de ongeveer 8 m hoge cairn.
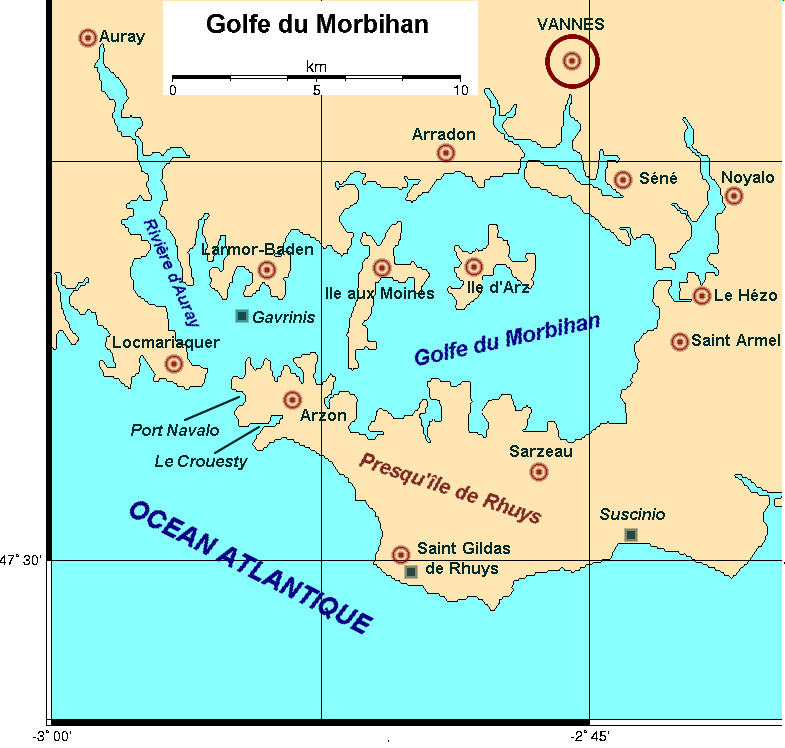
Ligging in de Golf van Morbihan
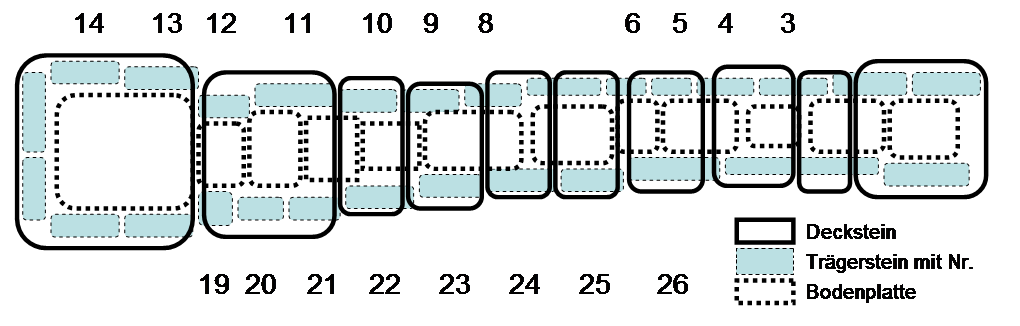
Schematisch grondplan van de overdekte gaanderij en de grafkamer (links)

### Betekenis en datering
Het eiland is beroemd om het grafmonument uit het stenen tijdperk, behorende tot dezelfde brede context als de megalieten van Carnac en Locmariaquer, en de monumenten bij Brú na Boínne in Ierland en Maes Howe op de Orkneyeilanden. Tijdens de bouw omstreeks 3500 v. Chr. was het eiland nog verbonden met het vasteland. De rijkelijk aanwezige decoraties in het interieur maken van Gavrinis een van de belangrijkste locaties van Europese megalitische kunst. De tombe is ook opmerkelijk door de zorgvuldige constructiewijze en de goede staat waarin deze verkeert.
Het monument werd relatief laat in de Franse megalithische periode gebouwd. Het gebruik ervan eindigde rond 3000 v. Chr. De houten structuur die de ingang bekleedde viel ten prooi aan vuur, waarna een deel van de steenhoop instortte en de ingang werd geblokkeerd en aan het oog onttrokken. Een laag door de wind aangevoerd zand overdekte de cairn (steengraf) zodat deze een heuveltje in het landschap werd.

### Onderzoek
De eerste opgravingen vonden plaats in 1835, toen de grafkamer werd ontdekt. Verder onderzoek vond plaats in 1930 door archeoloog Zacharie Le Rouzic die ook met restauratiewerk begon. Andere werkzaamheden vonden plaats in de jaren 1960 en 1970. Charles-Tanguy Leroux, voormalig directeur van Bretonse Oudheden, voerde studies en werkzaamheden uit in de jaren 1980.

## Architectuur

### Cairn
De steenhoop heeft een diameter van ongeveer 50 meter, is bijna cirkelrond en enigszins trapsgewijs opgebouwd met drie treden. De steenmassa die de cairn vormt, wordt vanbinnen gestructureerd door enkele muren die hem in een aantal segmenten verdelen. De muren zijn een karakteristiek voorbeeld van neolithische stapelarchitectuur.

### Gang en grafkamer
De steenhoop bedekt een overdekte gaanderij en een rechthoekige, bijna vierkante, grafkamer die zijn gemaakt van een vijftigtal grote platte stenen. De grafkamer is gelegen in het midden van de steenhoop en heeft een diameter van ongeveer 2,5 meter. De grootste steen is gebruikt voor het plafond en weegt bijna 17 ton. Dergelijke eenvoudige hunebed-grafkamers, te bereiken via een gang, waren in Bretagne gebruikelijk tussen 4500 en 3000 v. Chr. In hetzelfde tijdvak werden vergelijkbare monumenten gebouwd in Normandië en Poitou, in Ierland, Groot-Brittannië en op het Iberisch schiereiland.
De grafkamer wordt van buitenaf bereikt via een 14 meter lange gang. De wanden van de gang bestaan uit 29 rechtop geplaatste platte stenen, waarvan er 23 zijn gedecoreerd met ingekerfde symbolen en patronen. Enkele daarvan stellen niet-abstracte objecten voor als bijlen en stokken. Een veel voorkomend hoorn-achtig motief kan vee voorstellen, en een vorm die ook wel een schild werd genoemd is misschien een gestileerd mens. Andere abstracte motieven zijn zigzaglijnen, ruitvormige en slangachtige figuren. De vloer bestaat uit elf en de plafonds uit tien platte stenen.

### Hergebruik van stenen

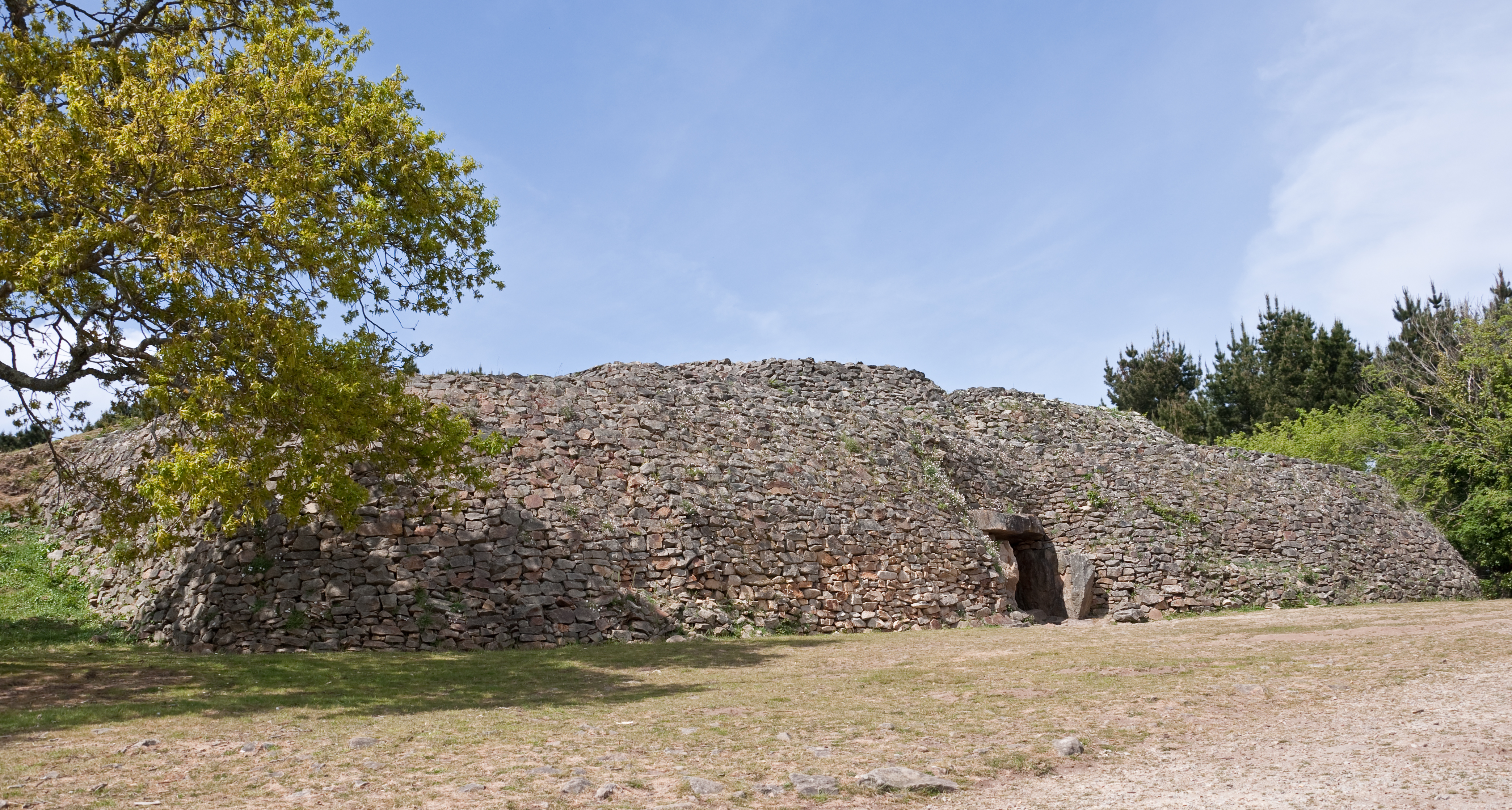
De cairn heeft een enigszins getrapte vorm

In 1984 werd ontdekt dat de buitenzijde van een aantal steenplaten, nu bedekt met materiaal van de cairn, ook is gedecoreerd, maar in een andere stijl dan de binnenzijde. Deze versieringen moeten zijn aangebracht voordat de stenen rechtop werden gezet. Archeologen vermoeden dat op zijn minst een deel van de stenen in dit monument werd hergebruikt, terwijl ze eerder deel uitmaakten van andere monumenten elders. Opvallendst is dat de plaat die het plafond van de grafkamer vormt, de afbeelding van een stier, de hoorns van een ander dier en nog een figuur bevat. De laatste figuur is ook bekend van andere monumenten en is vaak geïnterpreteerd als een ploegbijl, of een walvis. Deze plafondsteen kon worden gerelateerd aan de plafondstenen van twee andere monumenten, de Table des Marchand en de Er Vinglé in Locmariaquer, op 4 km afstand. De drie platen zijn ooit een enorme 14 meter hoge menhir geweest, die in stukken brak of werd gebroken en hergebruikt werd als drie plafondstenen in verschillende monumenten. In Locmariaquer ligt nog een andere in stukken gebroken menhir, de Grand Menhir-Brisé.

## Afbeeldingen

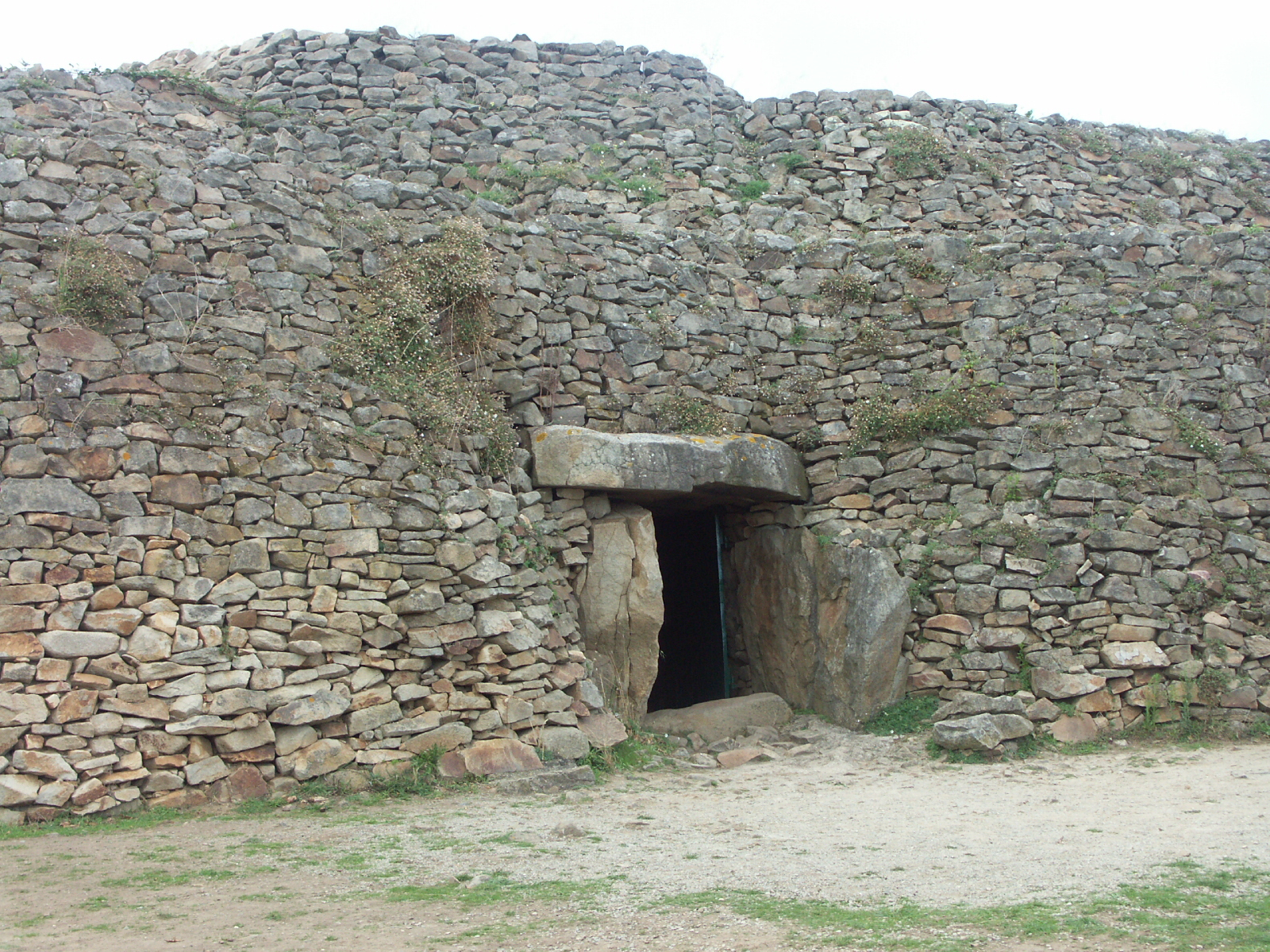
Ingang
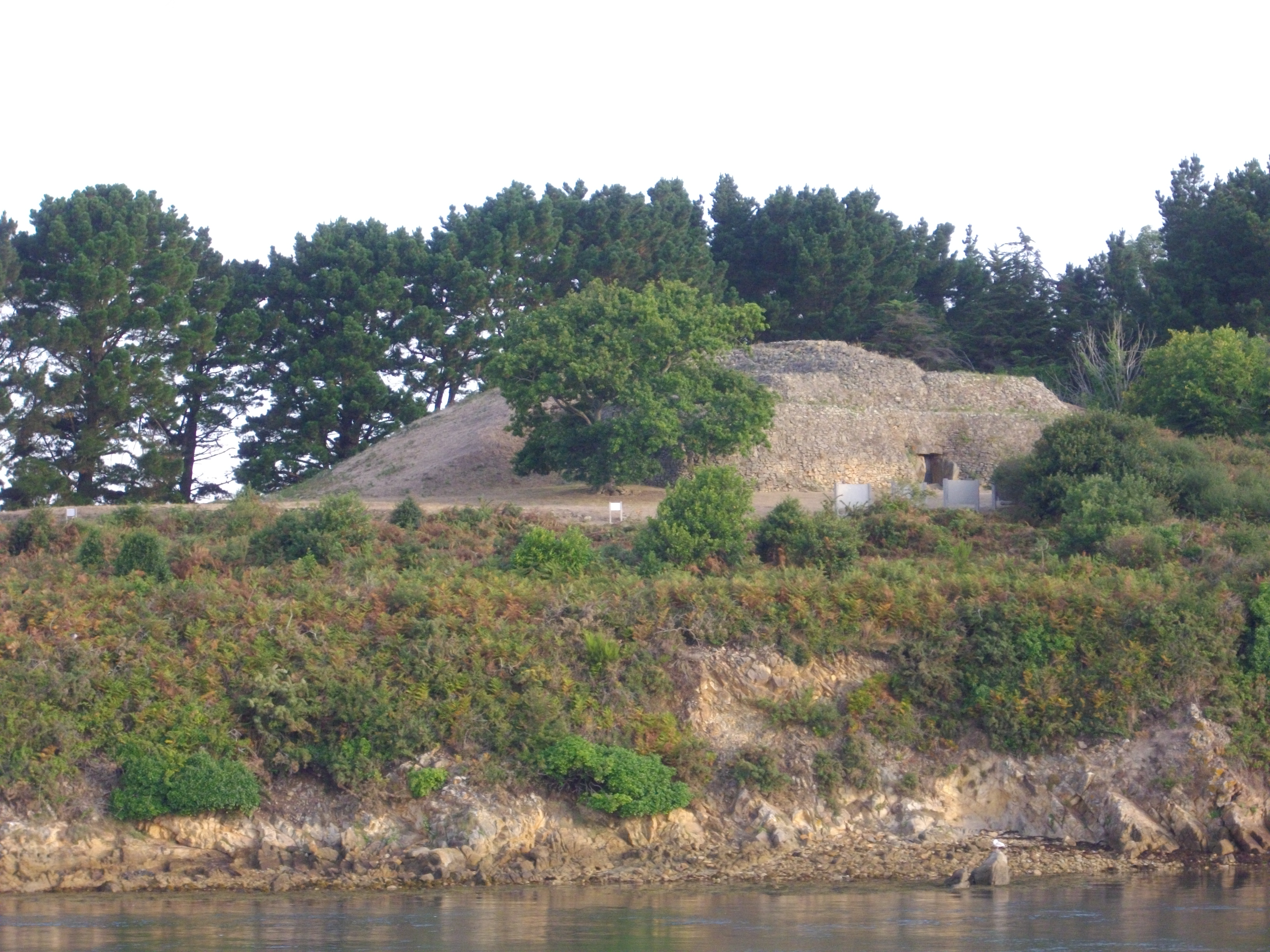
Grafheuvel gezien vanaf het water
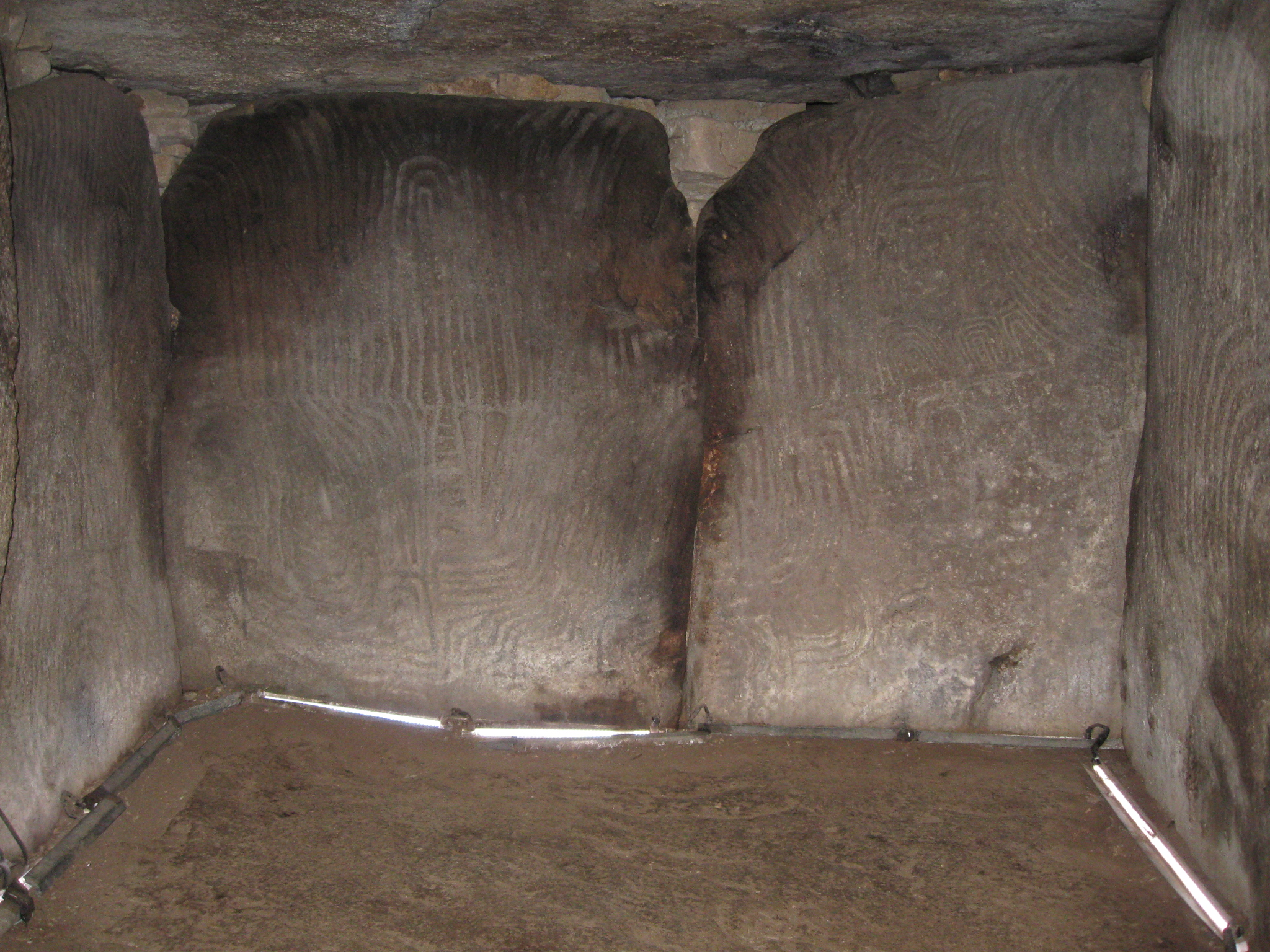
Grafkamer
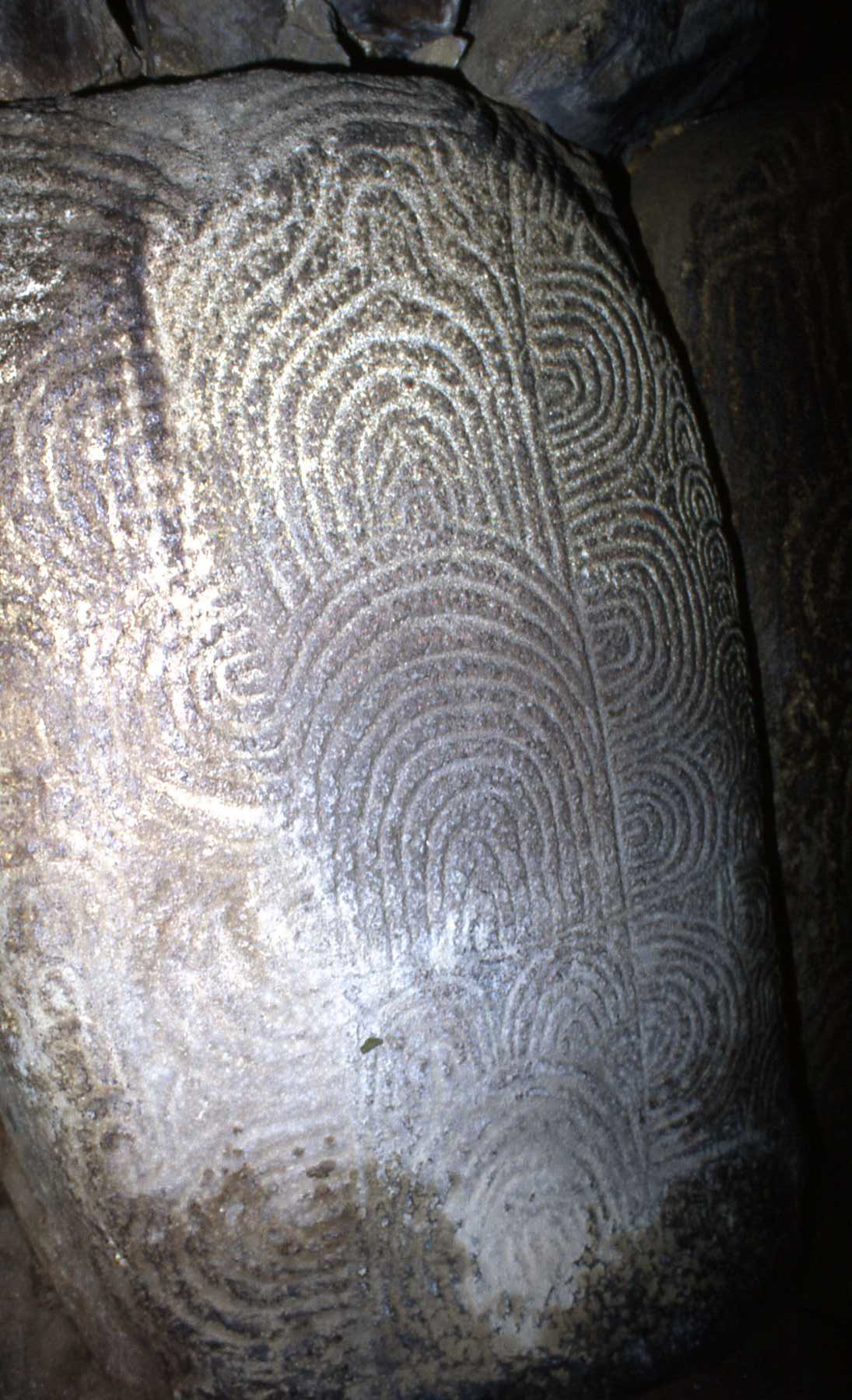
Bewerkte draagsteen in de gang, met bovenin een mensachtig figuur
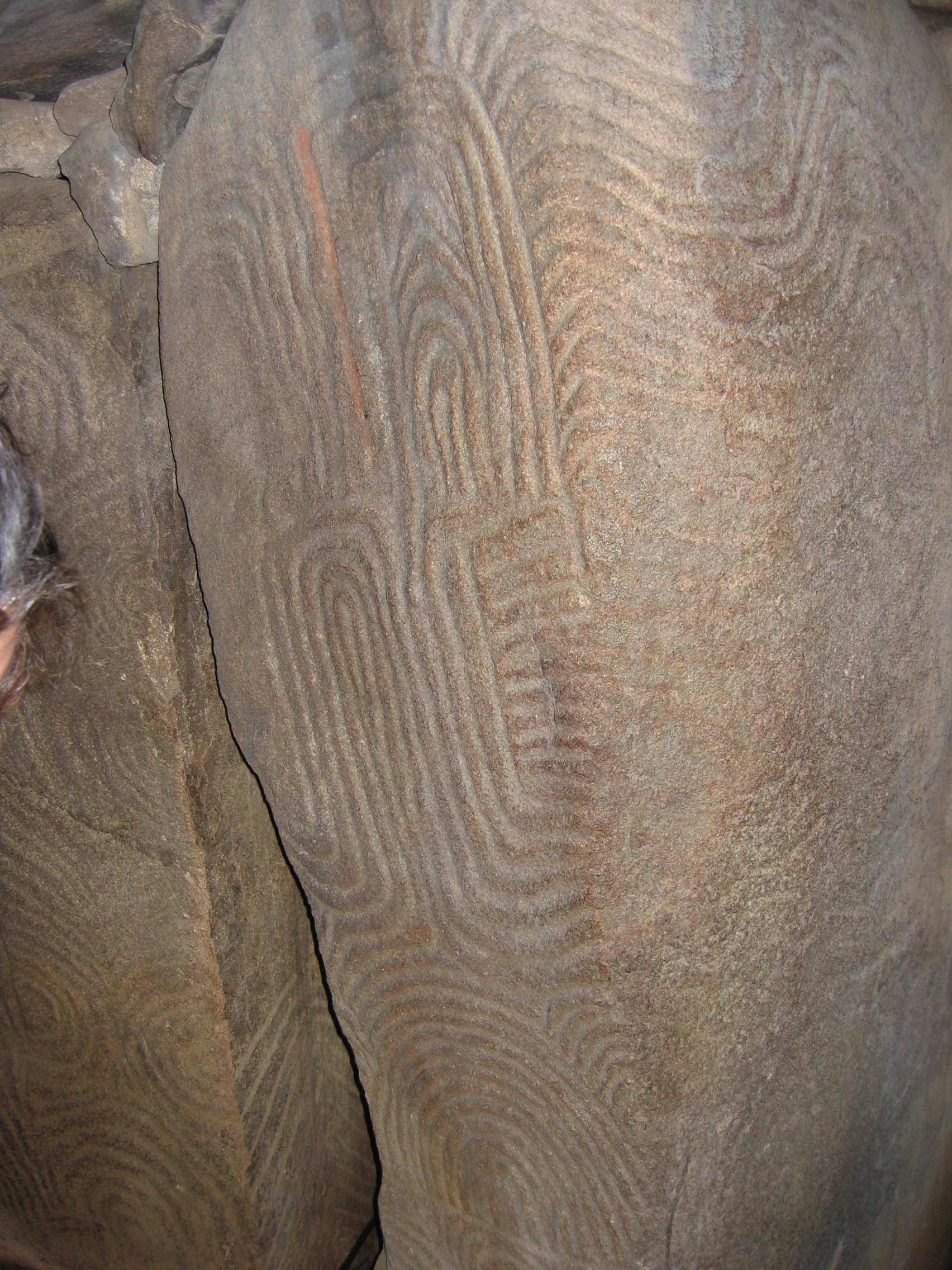